# Antonio Ortega Franco
Antonio Ortega Franco COr (ur. 22 grudnia 1941 w Empalme Escobedo, zm. 1 lutego 2022 w Meksyku) – meksykański duchowny rzymskokatolicki, w latach 2004-2019 biskup pomocniczy Meksyku.

## Życiorys
Święcenia kapłańskie przyjął 24 listopada 1968 w zgromadzeniu filipinów. Pracował na terenie archidiecezji meksykańskiej, gdzie był m.in. dziekanem, przełożonym Wikariatu VI (św. Józefa) oraz dyrektorem sekretariatu ds. świeckich. W zakonie pełnił funkcje m.in. przełożonego domu zakonnego w mieście Meksyk oraz rektora zakonnego seminarium.
11 lutego 2004 został prekonizowany biskupem pomocniczym Meksyku oraz biskupem tytularnym Lete. Sakry biskupiej udzielił mu 26 marca 2004 kard. Norberto Rivera Carrera, ówczesny arcybiskup Meksyku. 16 lutego 2019 przeszedł na emeryturę.